# 1956年夏季奥林匹克运动会尼日利亚代表团
1956年夏季奥林匹克运动会尼日利亚代表团是尼日利亚派出的1956年夏季奥林匹克运动会代表团。